# Scotopteryx semifasciata
Scotopteryx semifasciata là một loài bướm đêm trong họ Geometridae.